# Conochares
Conochares is een geslacht van vlinders van de familie Uilen (Noctuidae), uit de onderfamilie Acontiinae.

## Soorten
- C. acutus Smith, 1905
- C. arizonae H. Edwards, 1878
- C. catalina Smith, 1906
- C. elegantula Harvey, 1876
- C. hutsoni Smith, 1906
- C. rectangula McDunnough, 1943